# Lesley Turner Bowrey
Lesley Rosemary Turner Bowrey (Trangie, 16 d'agost de 1942) és una tennista professional retirada australiana.
En el seu palmarès destaquen tretze títols de Grand Slam repartits en dos individuals, set en dobles femenins i quatre en dobles mixts, tots durant l'era amateur tot i que va disputar alguna final durant l'Era Open. En dobles femenins va completar el Grand Slam durant la carrera després de guanyar tots quatre títols de Grand Slam, i es va quedar a les portes de fer-lo pur l'any 1964 ja que va disputar totes quatre finals però no va guanyar el darrer torneig.
També va formar part de l'equip australià de Copa Federació en diverses ocasions i aconseguint els títols de 1964 i 1965. Posteriorment també en fou la capitana entre els anys 1994 i 2000.

## Biografia
Es va casar amb Bill Bowrey, també estrella tennística australià, el 23 de febrer de 1968, i van tenir una filla anomenada Michelle.
Va entrar a l'International Tennis Hall of Fame l'any 1997 i va ser condecorada com a Membre de l'Orde d'Austràlia.

## Torneigs de Grand Slam

### Individual: 6 (2−4)
| Resultat   | Núm. | Any  | Torneig                      | Oponent          | Marcador      |
| ---------- | ---- | ---- | ---------------------------- | ---------------- | ------------- |
| Finalista  | 1.   | 1962 | Internationaux de France     | Margaret Smith   | 3−6, 6−3, 5−7 |
| Guanyadora | 1.   | 1963 | Internationaux de France     | Ann Haydon-Jones | 2−6, 6−3, 7−5 |
| Finalista  | 2.   | 1964 | Australian Championships     | Margaret Smith   | 3−6, 2−6      |
| Guanyadora | 2.   | 1965 | Internationaux de France (2) | Margaret Smith   | 6−3, 6−4      |
| Finalista  | 3.   | 1967 | Australian Championships (2) | Nancy Richey     | 1−6, 4−6      |
| Finalista  | 4.   | 1967 | Internationaux de France (2) | Françoise Dürr   | 6−4, 3−6, 4−6 |

### Dobles femenins: 12 (7−5)
| Resultat   | Núm. | Any  | Torneig                      | Parella         | Oponents                                | Marcador      |
| ---------- | ---- | ---- | ---------------------------- | --------------- | --------------------------------------- | ------------- |
| Guanyadora | 1.   | 1961 | U.S. Championships           | Darlene Hard    | Edda Buding Yola Ramírez                | 6−4, 5−7, 6−0 |
| Guanyadora | 2.   | 1964 | Australian Championships     | Judy Tegart     | Robyn Ebbern Margaret Smith             | 6−4, 6−4      |
| Guanyadora | 3.   | 1964 | Internationaux de France     | Margaret Smith  | Norma Baylon Helga Schultze             | 6−3, 6−1      |
| Guanyadora | 4.   | 1964 | Wimbledon Championships      | Margaret Smith  | Billie Jean Moffitt Karen Hantze Susman | 7−5, 6−2      |
| Finalista  | 1.   | 1964 | U.S. Championships           | Margaret Smith  | Billie Jean Moffitt Karen Hantze Susman | 6−3, 2−6, 4−6 |
| Guanyadora | 5.   | 1965 | Australian Championships (2) | Margaret Smith  | Robyn Ebbern Billie Jean Moffitt        | 1−6, 6−2, 6−3 |
| Guanyadora | 6.   | 1965 | Internationaux de France (2) | Margaret Smith  | Françoise Dürr Janine Lieffrig          | 6−3, 6−1      |
| Finalista  | 2.   | 1966 | Australian Championships     | Margaret Smith  | Carole Caldwell Graebner Nancy Richey   | 4−6, 5−7      |
| Guanyadora | 7.   | 1967 | Australian Championships (3) | Judy Tegart     | Lorraine Robinson Évelyne Terras        | 6−0, 6−2      |
| Finalista  | 3.   | 1968 | Australian Championships (2) | Judy Tegart     | Karen Krantzcke Kerry Melville          | 4−6, 6−3, 2−6 |
| Finalista  | 4.   | 1976 | Australian Open (3)          | Renáta Tomanová | Evonne Goolagong Helen Gourlay          | 1−8           |
| Finalista  | 5.   | 1976 | Roland Garros                | Gail Sherriff   | Mima Jaušovec Virginia Ruzici           | 7−5, 4−6, 6−8 |

### Dobles mixts: 9 (4−5)
| Resultat   | Núm. | Any  | Torneig                      | Parella         | Oponents                    | Marcador      |
| ---------- | ---- | ---- | ---------------------------- | --------------- | --------------------------- | ------------- |
| Guanyadora | 1.   | 1961 | Wimbledon Championships      | Fred Stolle     | Edda Buding Bob Howe        | 11−9, 6−2     |
| Guanyadora | 2.   | 1962 | Australian Championships     | Fred Stolle     | Darlene Hard Roger Taylor   | 6−3, 9−4      |
| Finalista  | 1.   | 1962 | Internationaux de France     | Fred Stolle     | Renée Schuurman Bob Howe    | 6−3, 4−6, 4−6 |
| Finalista  | 2.   | 1962 | U.S. Championships           | Frank Froehling | Margaret Smith Fred Stolle  | 5−7, 2−6      |
| Finalista  | 3.   | 1963 | Australian Championships     | Fred Stolle     | Margaret Smith Ken Fletcher | 5−7, 7−5, 4−6 |
| Finalista  | 4.   | 1963 | Internationaux de France (2) | Fred Stolle     | Margaret Smith Ken Fletcher | 1−6, 2−6      |
| Finalista  | 5.   | 1964 | Internationaux de France (3) | Fred Stolle     | Margaret Smith Ken Fletcher | 3−6, 6−4, 6−8 |
| Guanyadora | 3.   | 1964 | Wimbledon Championships (2)  | Fred Stolle     | Margaret Smith Ken Fletcher | 6−4, 6−4      |
| Guanyadora | 4.   | 1967 | Australian Championships (2) | Owen Davidson   | Judy Tegart Tony Roche      | 9−7, 6−4      |

## Palmarès

### Individual: 54 (20−34)
| Títols per superfície |
| --------------------- |
| Dura (0−1)            |
| Gespa (3−18)          |
| Terra batuda (17−15)  |

| Resultat   | Núm. | Data                   | Torneig                             | Superfície   | Oponent              | Marcador                  |
| ---------- | ---- | ---------------------- | ----------------------------------- | ------------ | -------------------- | ------------------------- |
| Guanyadora | 1.   | 17 de març de 1960     | Bathurst, Austràlia                 | Terra batuda | Margaret Smith       | 6−2, 7−5                  |
| Guanyadora | 2.   | 16 d'abril de 1960     | Canterbury, Austràlia               | Terra batuda | Dawn Robberds        | 6−2, 6−2                  |
| Finalista  | 1.   | 28 d'octubre de 1960   | Brisbane, Austràlia                 | Gespa        | Margaret Smith       | 8−10, 1−6                 |
| Guanyadora | 3.   | 28 de novembre de 1960 | Melbourne, Austràlia                | Gespa        | Mary Carter Reitano  | 4−6, 9−7, 6−3             |
| Guanyadora | 4.   | 17 de març de 1961     | Grafton, Austràlia                  | Terra batuda | Margaret Smith       | 6−2, 6−4                  |
| Finalista  | 2.   | 7 de maig de 1961      | Torí, Itàlia                        | Terra batuda | Maria Bueno          | 4−6, 4−6                  |
| Finalista  | 3.   | 5 de juny de 1961      | Manchester, Regne Unit              | Gespa        | Sandra Reynolds      | 4−6, 3−6                  |
| Finalista  | 4.   | 16 d'octubre de 1961   | Rockdale, Austràlia                 | Terra batuda | Margaret Smith       | 2−6, 6−0, 5−7             |
| Finalista  | 5.   | 14 de maig de 1962     | Lugano, Suïssa                      | Terra batuda | Margaret Smith       | 2−6, 1−6                  |
| Finalista  | 6.   | 21 de maig de 1962     | Internationaux de France, França    | Terra batuda | Margaret Smith       | 3−6, 6−3, 5−7             |
| Finalista  | 7.   | 11 de juny de 1962     | Beckenham, Regne Unit               | Gespa        | Jan Lehane           | 5−7, 3−6                  |
| Finalista  | 8.   | 28 de setembre de 1962 | Canberra, Austràlia                 | Gespa        | Margaret Smith       | 3−6, 6−4, 3−6             |
| Guanyadora | 5.   | 15 d'octubre de 1962   | Brisbane                            | Terra batuda | Jan Lehane           | 4−6, 6−4, 6−4             |
| Finalista  | 9.   | 22 de novembre de 1962 | Sydney, Austràlia                   | Gespa        | Margaret Smith       | 6−8, 2−6                  |
| Finalista  | 10.  | 6 de desembre de 1962  | Melbourne                           | Gespa        | Margaret Smith       | 4−6, 6−8                  |
| Guanyadora | 6.   | 25 de gener de 1963    | Launceston, Austràlia               | Gespa        | Margaret Smith       | 2−6, 7−5, 6−1             |
| Guanyadora | 7.   | 15 d'abril de 1963     | Ais de Provença, França             | Terra batuda | Jan Lehane           | 5−7, 6−4, 6−3             |
| Guanyadora | 8.   | 29 d'abril de 1963     | Nàpols, Itàlia                      | Terra batuda | Margaret Smith       | 6−4, 5−7, 6−1             |
| Finalista  | 11.  | 7 de maig de 1963      | Roma, Itàlia                        | Terra batuda | Margaret Smith       | 3−6, 4−6                  |
| Guanyadora | 9.   | 13 de maig de 1963     | Internationaux de France            | Terra batuda | Ann Haydon-Jones     | 2−6, 6−3, 7−5             |
| Finalista  | 12.  | 9 de juliol de 1963    | Düsseldorf, Alemanya Occidental     | Terra batuda | Margaret Smith       | 3−6, 2−6                  |
| Finalista  | 13.  | 15 de juliol de 1963   | Gstaad, Suïssa                      | Terra batuda | Robyn Ebbern         | 3−6, 4−6                  |
| Guanyadora | 10.  | 22 de juliol de 1963   | Hilversum, Països Baixos            | Terra batuda | Renee Schuurman      | 6−2, 6−1                  |
| Finalista  | 14.  | 28 d'octubre de 1963   | Brisbane (2)                        | Gespa        | Margaret Smith       | 3−6, 2−6                  |
| Finalista  | 15.  | 28 de novembre de 1963 | Melbourne (2)                       | Gespa        | Margaret Smith       | 4−6, 4−6                  |
| Finalista  | 16.  | 13 de gener de 1964    | Australian Championships, Austràlia | Gespa        | Margaret Smith       | 3−6, 2−6                  |
| Finalista  | 17.  | 27 de març de 1964     | Albury, Austràlia                   | Gespa        | Margaret Smith       | 7−5, 3−6, 3−6             |
| Finalista  | 18.  | 4 de maig de 1964      | Roma (2)                            | Terra batuda | Margaret Smith       | 1−6, 1−6                  |
| Finalista  | 19.  | 8 de juliol de 1964    | Düsseldorf (2)                      | Terra batuda | Margaret Smith       | 6−1, 1−6, 4−6             |
| Finalista  | 20.  | 13 de juliol de 1964   | Gstaad (2)                          | Terra batuda | Margaret Smith       | 4−6, 2−6                  |
| Finalista  | 21.  | 9 de novembre de 1964  | Brisbane (3)                        | Gespa        | Margaret Smith       | 9−11, 1−6                 |
| Finalista  | 22.  | 2 de març de 1965      | Miami Beach, Estats Units           | Terra batuda | Margaret Smith       | 2−6, 6−8                  |
| Guanyadora | 11.  | 9 de març de 1965      | Port-of-Spain, Trinitat i Tobago    | Terra batuda | Françoise Dürr       | 7−5, 6−2                  |
| Guanyadora | 12.  | 15 de març de 1965     | Barranquilla, Colòmbia              | Terra batuda | Margaret Smith       | 1−6, 6−4, 6−4             |
| Finalista  | 23.  | 22 de març de 1965     | Caracas, Veneçuela                  | Dura         | Margaret Smith       | 6−4, 2−6, 5−7             |
| Guanyadora | 13.  | 19 d'abril de 1965     | Buenos Aires, Argentina             | Terra batuda | Margaret Smith       | 6−3, 6−3                  |
| Finalista  | 24.  | 10 de maig de 1965     | Atlanta, Estats Units               | Terra batuda | Margaret Smith       | Renúncia                  |
| Guanyadora | 14.  | 17 de maig de 1965     | Internationaux de France (2)        | Terra batuda | Margaret Smith       | 6−3, 6−4                  |
| Finalista  | 25.  | 28 de juliol de 1965   | Baden-Baden, Alemanya Occidental    | Terra batuda | Margaret Smith       | 2−6, 1−6                  |
| Guanyadora | 15.  | 18 d'octubre de 1965   | Sydney                              | Terra batuda | Margaret Smith       | 7−5, 6−3                  |
| Finalista  | 26.  | 2 de novembre de 1965  | Brisbane (4)                        | Gespa        | Margaret Smith       | 2−6, 3−6                  |
| Finalista  | 27.  | 8 de desembre de 1965  | Adelaida, Austràlia                 | Gespa        | Nancy Richey         | 6−8, 2−6                  |
| Guanyadora | 16.  | 8 de desembre de 1966  | Adelaida                            | Gespa        | Kerry Melville       | 6−2, 6−4                  |
| Finalista  | 28.  | 20 de gener de 1967    | Australian Championships (2)        | Gespa        | Nancy Richey         | 1−6, 4−6                  |
| Guanyadora | 17.  | 2 de maig de 1967      | Roma                                | Terra batuda | Maria Bueno          | 6−3, 6−3                  |
| Finalista  | 29.  | 22 de maig de 1967     | Internationaux de France (2)        | Terra batuda | Françoise Dürr       | 6−4, 3−6, 4−6             |
| Finalista  | 30.  | 1 d'agost de 1967      | Hamburg, Alemanya Occidental        | Terra batuda | Françoise Dürr       | 4−6, 4−6                  |
| Guanyadora | 18.  | 15 d'octubre de 1967   | Melbourne                           | Terra batuda | Kerry Melville       | 1−6, 7−5, 6−2             |
| Finalista  | 31.  | 27 de novembre de 1967 | Melbourne (3)                       | Gespa        | Billie Jean King     | 3−6, 6−3, 5−7             |
| Guanyadora | 19.  | 6 de maig de 1968      | Roma (2)                            | Terra batuda | Margaret Smith Court | 2−6, 6−2, 6−3             |
| Guanyadora | 20.  | 15 de juliol de 1969   | Cincinnati, Estats Units            | Terra batuda | Gail Sherriff        | 1−6, 7−5, 10−10, retirada |
| Finalista  | 32.  | 16 d'agost de 1971     | Haverford, Estats Units             | Gespa        | Eliza Pande          | 6−0, 2−6, 3−6             |
| Finalista  | 33.  | 20 d'agost de 1973     | Orange, Estats Units                | Gespa        | Fiorella Bonicelli   | 4−6, 5−7                  |
| Finalista  | 34.  | 8 de desembre de 1975  | Perth, Austràlia                    | Gespa        | Helga Masthoff       | 2−6, 6−3, 4−6             |

### Dobles femenins: 90 (54−36)
| Títols per superfície |
| --------------------- |
| Dura (2−0)            |
| Gespa (20−24)         |
| Terra batuda (31−12)  |
| Moqueta (0−0)         |

| Resultat   | Núm. | Data                   | Torneig                             | Superfície   | Parella            | Oponents                              | Marcador       |
| ---------- | ---- | ---------------------- | ----------------------------------- | ------------ | ------------------ | ------------------------------------- | -------------- |
| Finalista  | 1.   | 17 de març de 1960     | Bathurst, Austràlia                 | Terra batuda | Noelene Turner     | Mary Bevis Hawton Jan Lehane          | 4−6, 6−8       |
| Guanyadora | 1.   | 16 d'abril de 1960     | Canterbury, Austràlia               | Terra batuda | Dawn Robberds      | Carol Newman Lorraine Plummer         | 6−3, 6−3       |
| Finalista  | 2.   | 28 d'octubre de 1960   | Brisbane, Austràlia                 | Gespa        | Noelene Turner     | Mary Carter Reitano Margaret Smith    | 3−6, 5−7       |
| Finalista  | 3.   | 9 de novembre de 1960  | Sydney, Austràlia                   | Gespa        | Noelene Turner     | Mary Carter Reitano Margaret Smith    | 3−6, 9−7, 2−6  |
| Finalista  | 4.   | 17 de març de 1961     | Grafton, Austràlia                  | Terra batuda | Kaye Dening        | Norma Marsh Margaret Smith            | 6−2, 0−6, 1−6  |
| Finalista  | 5.   | 27 de març de 1961     | Montecarlo, Mònaco                  | Terra batuda | Margaret Smith     | Lucia Bassi Maria Teresa Riedl        | 3−6, 4−6       |
| Guanyadora | 2.   | 3 d'abril de 1961      | Niça, França                        | Terra batuda | Margaret Smith     | Margaret Hellyer Christiane Mercelis  | 6−3, 6−1       |
| Guanyadora | 3.   | 10 d'abril de 1961     | Ais de Provença, França             | Terra batuda | Margaret Smith     | Robyn Ebbern Nell Hall Hopman         | 6−2, 6−1       |
| Guanyadora | 4.   | 17 d'abril de 1961     | París, França                       | Terra batuda | Margaret Smith     | Rosemary Gibson Pierrette Seghers     | 6−4, 6−1       |
| Guanyadora | 5.   | 7 de maig de 1961      | Torí, Itàlia                        | Terra batuda | Jan Lehane         | Margaret Smith Mary Carter Reitano    | 2−6, 6−1, 6−1  |
| Finalista  | 6.   | 12 de juny de 1961     | Beckenham, Regne Unit               | Gespa        | Margaret Smith     | Ann Haydon Christine Truman           | 6−3, 5−7, 7−9  |
| Finalista  | 7.   | 9 d'agost de 1961      | Hamburg, Alemanya Occidental        | Terra batuda | Margaret Smith     | Sandra Reynolds Renee Schuurman       | 5−7, 4−6       |
| Guanyadora | 6.   | 1 de setembre de 1961  | US Championships, Estats Units      | Gespa        | Darlene Hard       | Edda Buding Yola Ramírez              | 6−4, 5−7, 6−0  |
| Finalista  | 8.   | 19 de novembre de 1961 | Adelaida, Austràlia                 | Gespa        | Jan Lehane         | Robyn Ebbern Margaret Smith           | 7−5, 2−6, 3−6  |
| Finalista  | 9.   | 14 de maig de 1962     | Lugano, Suïssa                      | Terra batuda | Jan Lehane         | Justina Bricka Margaret Smith         | 3−6, 2−6       |
| Guanyadora | 7.   | 11 de juny de 1962     | Beckenham                           | Gespa        | Jan Lehane         | Robyn Ebbern Madonna Schacht          | 7−5, 6−4       |
| Finalista  | 10.  | 28 de setembre de 1962 | Canberra, Austràlia                 | Gespa        | Caroline Langsford | Lorraine Plummer Margaret Smith       | 1−6, 2−6       |
| Finalista  | 11.  | 15 d'octubre de 1962   | Brisbane                            | Terra batuda | Jan Lehane         | Robyn Ebbern Fay Toyne                | 5−7, 6−3, 1−6  |
| Guanyadora | 8.   | 22 d'octubre de 1962   | Brisbane                            | Gespa        | Jan Lehane         | Robyn Ebbern Margaret Smith           | 6−3, 7−5       |
| Guanyadora | 9.   | 22 de novembre de 1962 | Sydney                              | Gespa        | Jan Lehane         | Elizabeth Starkie Judy Tegart         | 6−4, 6−3       |
| Finalista  | 12.  | 6 de desembre de 1962  | Melbourne, Austràlia                | Gespa        | Jan Lehane         | Robyn Ebbern Margaret Smith           | 4−6, 0−6       |
| Finalista  | 13.  | 9 de gener de 1963     | Australian Championships, Austràlia | Gespa        | Jan Lehane         | Robyn Ebbern Margaret Smith           | 1−6, 3−6       |
| Finalista  | 14.  | 25 de gener de 1963    | Launceston, Austràlia               | Gespa        | Kaye Dening        | Robyn Ebbern Margaret Smith           | 3−6, 13−15     |
| Guanyadora | 10.  | 15 d'abril de 1963     | Ais de Provença (2)                 | Terra batuda | Jan Lehane         | Christiane Mercelis Věra Suková       | 6−3, 6−4       |
| Finalista  | 15.  | 10 de juny de 1963     | Beckenham (2)                       | Gespa        | Jan Lehane         | Robyn Ebbern Margaret Smith           | 7−5, 2−6, 2−6  |
| Guanyadora | 11.  | 15 de juliol de 1963   | Gstaad, Suïssa                      | Terra batuda | Robyn Ebbern       | Norma Baylon Renee Schuurman          | 6−1, 6−4       |
| Guanyadora | 12.  | 22 de juliol de 1963   | Hilversum, Països Baixos            | Terra batuda | Renee Schuurman    | Margaret Hunt Annette Van Zyl         | 7−5, 4−6, 6−2  |
| Guanyadora | 13.  | 12 d'octubre de 1963   | Melbourne                           | Terra batuda | Judy Tegart        | Lynne Hutchings Maureen Pratt         | 6−3, 8−6       |
| Finalista  | 16.  | 28 d'octubre de 1963   | Brisbane (2)                        | Gespa        | Jan Lehane         | Robyn Ebbern Margaret Smith           | 9−11, 2−6      |
| Finalista  | 17.  | 10 de novembre de 1963 | Sydney (2)                          | Gespa        | Jan Lehane         | Robyn Ebbern Margaret Smith           | 4−6, 3−6       |
| Finalista  | 18.  | 18 de novembre de 1963 | Adelaida (2)                        | Gespa        | Jan Lehane         | Robyn Ebbern Margaret Smith           | 1−6, 2−6       |
| Finalista  | 19.  | 28 de novembre de 1963 | Melbourne (2)                       | Gespa        | Jan Lehane         | Robyn Ebbern Margaret Smith           | 4−6, 1−6       |
| Guanyadora | 14.  | 13 de gener de 1964    | Australian Championships            | Gespa        | Judy Tegart        | Robyn Ebbern Margaret Smith           | 6−4, 6−4       |
| Finalista  | 20.  | 27 de març de 1964     | Albury, Austràlia                   | Gespa        | Judy Tegart        | Kerry Melville Margaret Smith         | 1−6, 1−6       |
| Guanyadora | 15.  | 4 de maig de 1964      | Roma, Itàlia                        | Terra batuda | Margaret Smith     | Sylvana Lazzarino Lea Pericoli        | 6−1, 6−2       |
| Guanyadora | 16.  | 13 de maig de 1964     | Berlín, Alemanya Occidental         | Terra batuda | Margaret Smith     | Nancy Richey Karen Susman             | 7−5, 6−2       |
| Guanyadora | 17.  | 18 de maig de 1964     | Internationaux de France, França    | Terra batuda | Margaret Smith     | Norma Baylon Helga Schultze           | 6−3, 6−0       |
| Guanyadora | 18.  | 22 de juny de 1964     | Wimbledon Championships, Regne Unit | Gespa        | Margaret Smith     | Billie Jean Moffitt Karen Susman      | 7−5, 6−2       |
| Guanyadora | 19.  | 8 de juliol de 1964    | Düsseldorf, Alemanya Occidental     | Terra batuda | Margaret Smith     | Françoise Dürr Jeanine Lieffrig       | 6−3, 8−10, 6−4 |
| Guanyadora | 20.  | 13 de juliol de 1964   | Gstaad (2)                          | Terra batuda | Margaret Smith     | Roberta Beltrame Annette Van Zyl      | 6−4, 6−1       |
| Guanyadora | 21.  | 20 de juliol de 1964   | Hilversum (2)                       | Terra batuda | Margaret Smith     | Norma Baylon Annette Van Zyl          | 6−2, 6−2       |
| Guanyadora | 22.  | 30 de juliol de 1964   | Hanover, Alemanya Occidental        | Terra batuda | Margaret Smith     | Robyn Ebbern Jan Lehane               | 6−4, 6−2       |
| Guanyadora | 23.  | 3 d'agost de 1964      | Hamburg                             | Terra batuda | Margaret Smith     | Norma Baylon Helga Schultze           | 6−2, 3−6, 6−2  |
| Finalista  | 21.  | 2 de setembre de 1964  | US Championships                    | Gespa        | Margaret Smith     | Billie Jean Moffitt Karen Susman      | 6−3, 2−6, 4−6  |
| Guanyadora | 24.  | 30 d'octubre de 1964   | Brisbane                            | Terra batuda | Margaret Smith     | Robyn Ebbern Gordon                   | 4−6, 6−3, 6−4  |
| Guanyadora | 25.  | 9 de novembre de 1964  | Brisbane (2)                        | Gespa        | Margaret Smith     | Billie Jean Moffitt Robyn Ebbern      | 5−7, 6−4, 6−1  |
| Finalista  | 22.  | 19 de novembre de 1964 | Sydney (3)                          | Gespa        | Jan Lehane         | Billie Jean Moffitt Robyn Ebbern      | 4−6, 6−3, 5−7  |
| Guanyadora | 26.  | 22 de gener de 1965    | Australian Championships (2)        | Gespa        | Margaret Smith     | Robyn Ebbern Billie Jean Moffitt      | 1−6, 6−2, 6−3  |
| Guanyadora | 27.  | 2 de març de 1965      | Miami Beach                         | Terra batuda | Margaret Smith     | Tory Ann Fretz Farel Footman          | 6−2, 8−6       |
| Guanyadora | 28.  | 9 de març de 1965      | Port-of-Spain, Trinitat i Tobago    | Terra batuda | Margaret Smith     | Françoise Dürr Norma Baylon           | 6−3, 6−4       |
| Guanyadora | 29.  | 15 de març de 1965     | Barranquilla, Colòmbia              | Terra batuda | Margaret Smith     | Heide Schildknecht Elly Krocke        | 6−3, 6−3       |
| Guanyadora | 30.  | 22 de març de 1965     | Caracas, Veneçuela                  | Dura         | Margaret Smith     | Françoise Dürr Norma Baylon           | 2−6, 6−0, 6−1  |
| Guanyadora | 31.  | 29 de març de 1965     | Ciutat de Mèxic, Mèxic              | Terra batuda | Margaret Smith     | Rosie Darmon Patricia Reyes           | 6−4, 6−0       |
| Guanyadora | 32.  | 5 d'abril de 1965      | San Juan, Puerto Rico               | Dura         | Margaret Smith     | Mary-Ann Eisel Judy Alvarez           | 6−2, 7−5       |
| Guanyadora | 33.  | 12 d'abril de 1965     | Saint Petersburg, Estats Units      | Terra batuda | Margaret Smith     | Norma Baylon Nancy Richey             | 6−1, 6−3       |
| Guanyadora | 34.  | 19 d'abril de 1965     | Buenos Aires, Argentina             | Terra batuda | Margaret Smith     | Mabel Bove Graziela Lombardi          | 6−0, 7−5       |
| Guanyadora | 35.  | 26 d'abril de 1965     | Dallas, Estats Units                |              | Margaret Smith     | Nancy Richey Carole Caldwell          | 6−4, 6−4       |
| Finalista  | 23.  | 10 de maig de 1965     | Atlanta, Estats Units               | Terra batuda | Margaret Smith     | Nancy Reed Donna Floyd Fales          | Renúncia       |
| Guanyadora | 36.  | 17 de maig de 1965     | Internationaux de France (2)        | Terra batuda | Margaret Smith     | Françoise Dürr Jeanine Lieffrig       | 6−3, 6−1       |
| Guanyadora | 37.  | 31 de maig de 1965     | Manchester, Regne Unit              | Gespa        | Margaret Smith     | Judy Tegart Rita Bentley              | 7−5, 6−4       |
| Finalista  | 24.  | 7 de juny de 1965      | Beckenham (3)                       | Gespa        | Margaret Smith     | Maria Bueno Billie Jean Moffitt       | 9−7, 5−7, 7−9  |
| Guanyadora | 38.  | 14 de juny de 1965     | Queen's Club, Regne Unit            | Gespa        | Margaret Smith     | Maria Bueno Billie Jean Moffitt       | 10−8, 6−2      |
| Finalista  | 25.  | 19 de juny de 1965     | Hilversum                           | Terra batuda | Judy Tegart        | Françoise Dürr Jeanine Lieffrig       | 6−8, 6−2, 4−6  |
| Guanyadora | 39.  | 5 de juliol de 1965    | Birmingham, Regne Unit              | Gespa        | Margaret Smith     | Ann Haydon-Jones Judy Tegart          | 6−4, 1−6, 6−2  |
| Guanyadora | 40.  | 28 de juliol de 1965   | Baden-Baden, Alemanya Occidental    | Terra batuda | Margaret Smith     | Annette Van Zyl Heide Schildknecht    | 6−3, 6−2       |
| Guanyadora | 41.  | 2 d'agost de 1965      | Hamburg (2)                         | Terra batuda | Margaret Smith     | Maria Bueno Françoise Dürr            | 6−3, 6−1       |
| Guanyadora | 42.  | 18 d'octubre de 1965   | Sydney                              | Terra batuda | Margaret Smith     | Joan Gibson Caroline Langsford        | 6−4, 9−7       |
| Guanyadora | 43.  | 2 de novembre de 1965  | Brisbane (3)                        | Gespa        | Margaret Smith     | Judy Tegart Carole Caldwell           | 6−4, 4−6, 6−2  |
| Guanyadora | 44.  | 13 de novembre de 1965 | Sydney (2)                          | Gespa        | Margaret Smith     | Nancy Richey Carole Caldwell          | 6−3, 8−6       |
| Finalista  | 26.  | 26 de novembre de 1965 | Melbourne (3)                       | Gespa        | Margaret Smith     | Carole Caldwell Nancy Richey          | 6−3, 4−6, 3−6  |
| Guanyadora | 45.  | 8 de desembre de 1965  | Adelaida                            | Gespa        | Judy Tegart        | Elizabeth Fenton Madonna Schacht      | 7−5, 6−2       |
| Finalista  | 27.  | 21 de gener de 1966    | Australian Championships (2)        | Gespa        | Margaret Smith     | Carole Caldwell Nancy Richey          | 4−6, 5−7       |
| Guanyadora | 46.  | 3 de febrer de 1966    | Auckland, Nova Zelanda              | Gespa        | Margaret Smith     | Heather Redwood Elaine Becroft        | 6−2, 6−1       |
| Guanyadora | 47.  | 8 de desembre de 1966  | Adelaida (2)                        | Gespa        | Judy Tegart        | Rosie Casals Nancy Richey             | 7−5, 6−4       |
| Guanyadora | 48.  | 20 de gener de 1967    | Australian Championships (3)        | Gespa        | Judy Tegart        | Évelyne Terras Lorraine Coghlan       | 6−0, 6−2       |
| Guanyadora | 49.  | 4 de maig de 1967      | Roma (2)                            | Terra batuda | Rosie Casals       | Sylvana Lazzarino Lea Pericoli        | 7−5, 7−5       |
| Guanyadora | 50.  | 1 d'agost de 1967      | Hamburg (3)                         | Terra batuda | Judy Tegart        | Françoise Dürr Gail Sherriff          | 8−6, 6−1       |
| Finalista  | 28.  | 19 de gener de 1968    | Australian Championships (3)        | Gespa        | Judy Tegart        | Karen Krantzcke Kerry Melville        | 4−6, 6−3, 2−6  |
| Finalista  | 29.  | 15 de juliol de 1968   | Hoylake, Regne Unit                 | Gespa        | Pat Walkden        | Margaret Smith Court Virginia Wade    | 6−8, 2−6       |
| Finalista  | 30.  | 7 d'abril de 1969      | Charlotte, Estats Units             | Terra batuda | Mary-Ann Eisel     | Margaret Smith Court Judy Tegart      | 4−6, 2−6       |
| Guanyadora | 51.  | 22 de juliol de 1969   | Indianapolis, Estats Units          | Terra batuda | Gail Sherriff      | Emilie Burrer Linda Tuero             | 6−0, 10−8      |
| Finalista  | 31.  | 3 de març de 1971      | Auckland, Nova Zelanda              | Gespa        | Winnie Shaw        | Margaret Smith Court Evonne Goolagong | 7−6, 6−0       |
| Finalista  | 32.  | 3 de maig de 1971      | Roma                                | Terra batuda | Helen Gourlay      | Helga Masthoff Virginia Wade          | 7−5, 2−6, 2−6  |
| Guanyadora | 52.  | 5 de juliol de 1971    | Dublín, Irlanda                     | Gespa        | Betty Stöve        | Margaret Smith Court Evonne Goolagong | 7−5, 6−1       |
| Finalista  | 33.  | 9 d'agost de 1971      | Toronto, Canadà                     | Terra batuda | Evonne Goolagong   | Rosie Casals Françoise Dürr           | 3−6, 2−6       |
| Guanyadora | 53.  | 16 d'agost de 1971     | Haverford, Estats Units             | Gespa        | Helen Gourlay      | Laura duPont Marjory Gengler          | 5−7, 6−1, 6−1  |
| Finalista  | 34.  | 4 de gener de 1972     | Sydney (4)                          | Gespa        | Virginia Wade      | Evonne Goolagong Patricia Edwards     | 1−6, 2−6       |
| Guanyadora | 54.  | 8 de desembre de 1975  | Perth, Austràlia                    | Gespa        | Christine Matison  | Sue Barker Michelle Tyler             | 7−6, 6−3       |
| Finalista  | 35.  | 26 de desembre de 1975 | Australian Open (4)                 | Gespa        | Renáta Tomanová    | Evonne Goolagong Helen Gourlay        | 1−8            |
| Finalista  | 36.  | 29 de maig de 1978     | Roland Garros                       | Terra batuda | Gail Sherriff      | Mima Jaušovec Virginia Ruzici         | 7−5, 4−6, 6−8  |

### Dobles mixts: 16 (8−8)
| Títols per superfície |
| --------------------- |
| Dura (0−0)            |
| Gespa (5−3)           |
| Terra batuda (3−5)    |

| Resultat   | Núm. | Data                 | Torneig                             | Superfície   | Parella         | Oponents                     | Marcador      |
| ---------- | ---- | -------------------- | ----------------------------------- | ------------ | --------------- | ---------------------------- | ------------- |
| Guanyadora | 1.   | 17 de març de 1961   | Grafton, Austràlia                  | Terra batuda | Fred Stolle     | Margaret Smith Ken Binns     | 6−1, 8−6      |
| Guanyadora | 2.   | 26 de juny de 1961   | Wimbledon Championships, Regne Unit | Gespa        | Fred Stolle     | Edda Buding Bob Howe         | 11−9, 6−2     |
| Guanyadora | 3.   | 15 de gener de 1962  | Australian Championships, Austràlia | Gespa        | Fred Stolle     | Darlene Hard Roger Taylor    | 6−3, 9−4      |
| Guanyadora | 4.   | 7 de maig de 1962    | Roma, Itàlia                        | Terra batuda | Fred Stolle     | Madonna Schacht S. Davidson  | 6−1, 8−6      |
| Finalista  | 1.   | 21 de maig de 1962   | Internationaux de France, França    | Terra batuda | Fred Stolle     | Renée Schuurman Bob Howe     | 6−3, 4−6, 4−6 |
| Guanyadora | 5.   | 31 de juliol de 1962 | Orange, Estats Units                | Gespa        | Ken Fletcher    | ·                            |               |
| Finalista  | 2.   | 31 d'agost de 1962   | U.S. Championships, Estats Units    | Gespa        | Frank Froehling | Margaret Smith Fred Stolle   | 5−7, 2−6      |
| Finalista  | 3.   | 9 de gener de 1963   | Australian Championships            | Terra batuda | Fred Stolle     | Margaret Smith Ken Fletcher  | 5−7, 7−5, 4−6 |
| Finalista  | 4.   | 13 de maig de 1963   | Internationaux de France (2)        | Terra batuda | Fred Stolle     | Margaret Smith Ken Fletcher  | 1−6, 2−6      |
| Finalista  | 5.   | 18 de maig de 1964   | Internationaux de France (3)        | Terra batuda | Fred Stolle     | Margaret Smith Ken Fletcher  | 3−6, 6−4, 6−8 |
| Guanyadora | 6.   | 22 de juny de 1964   | Wimbledon Championships (2)         | Gespa        | Fred Stolle     | Margaret Smith Ken Fletcher  | 6−4, 6−4      |
| Finalista  | 6.   | 19 d'abril de 1965   | Buenos Aires, Argentina             | Terra batuda | Julián Ganzábal | Margaret Smith Enrique Morea | 1−6, 6−8      |
| Finalista  | 7.   | 3 de febrer de 1966  | Auckland, Nova Zelanda              | Gespa        | Roger Taylor    | Margaret Smith Ray Ruffels   | 6−3, 3−6, 1−6 |
| Guanyadora | 7.   | 20 de gener de 1967  | Australian Championships (2)        | Gespa        | Owen Davidson   | Judy Tegart Tony Roche       | 9−7, 6−4      |
| Guanyadora | 8.   | 2 de maig de 1967    | Roma (2)                            | Terra batuda | Bill Bowrey     | Françoise Dürr Frew McMillan | 6−2, 7−5      |
| Finalista  | 8.   | 3 de març de 1971    | Auckland (2)                        | Gespa        | Bill Bowrey     | Margaret Smith Colin Dibley  | 2−6, 1−6      |

### Equips: 3 (2−1)
| Resultat   | Núm. | Data                  | Torneig                                  | Superfície | Equip                       | Oponents                                         | Marcador |
| ---------- | ---- | --------------------- | ---------------------------------------- | ---------- | --------------------------- | ------------------------------------------------ | -------- |
| Finalista  | 1.   | 20 de juny de 1963    | Copa Federació, Londres, Regne Unit      | Gespa      | Margaret Smith              | Carole Caldwell Darlene Hard Billie Jean Moffitt | 1−2      |
| Guanyadora | 1.   | 5 de setembre de 1964 | Copa Federació, Filadèlfia, Estats Units | Gespa      | Robyn Ebbern Margaret Smith | Billie Jean Moffitt Nancy Richey Karen Susman    | 2−1      |
| Guanyadora | 2.   | 18 de gener de 1965   | Copa Federació, Melbourne, Austràlia (2) | Gespa      | Margaret Smith Judy Tegart  | Carole Graebner Billie Jean Moffitt              | 2−1      |

## Trajectòria

### Individual
| Open d'Austràlia | QF | 2R | 3R | QF | SF | F  | 3R | 3R | F  | 3R | 2R | A | 2R | A | 3R | A | 1R | QF | 1R | A | A  | 0 / 16 |
| Roland Garros | A  | A  | 4R | F  | G  | SF | G  | A  | F  | A  | SF | A | QF | A | A  | A | A  | A  | A  | A | 3R | 2 / 9  |
| Wimbledon | A  | A  | 2R | QF | 4R | SF | QF | A  | QF | QF | QF | A | 4R | A | A  | A | A  | A  | A  | A | 2R | 0 / 10 |
| US Open | A  | A  | QF | 4R | A  | 2R | A  | A  | SF | A  | 3R | A | A  | A | 2R | A | A  | A  | A  | A | A  | 0 / 6  |
| Llegenda: G: Guanyadora; F: Finalista; SF: Semifinalista; QF: Quarts de final; Q: Qualificació; A: Absent; RR: Round Robin; |    |    |    |    |    |    |    |    |    |    |    |   |    |   |    |   |    |    |    |   |    |        |

### Dobles femenins
| Open d'Austràlia | QF | QF | SF | F  | G | G  | F | G  | F  | 1R | A | 1R | A | A  | A | SF | F | SF | A | A  | 3 / 14 |
| Roland Garros | A  | SF | SF | 2R | G | G  | A | SF | A  | QF | A | SF | A | A  | A | A  | A | A  | A | F  | 2 / 9  |
| Wimbledon | A  | SF | QF | 4R | G | 3R | A | SF | SF | 1R | A | 1R | A | A  | A | A  | A | A  | A | 1R | 1 / 10 |
| US Open | A  | G  | A  | A  | F | A  | A | QF | A  | 2R | A | A  | A | 2R | A | A  | A | A  | A | A  | 1 / 5  |
| Llegenda: G: Guanyadora; F: Finalista; SF: Semifinalista; QF: Quarts de final; Q: Qualificació; A: Absent; RR: Round Robin; |    |    |    |    |   |    |   |    |    |    |   |    |   |    |   |    |   |    |   |    |        |

### Dobles mixts
| Open d'Austràlia | A  | G  | F  | 2R | SF | QF | G  | SF | 1R | A | A  | A | A | A | A | A | A | A | A  | 2 / 8  |
| Roland Garros | QF | F  | F  | F  | QF | A  | 3R | A  | QF | A | QF | A | A | A | A | A | A | A | 2R | 0 / 9  |
| Wimbledon | G  | SF | SF | G  | SF | A  | 2R | QF | 4R | A | 2R | A | A | A | A | A | A | A | 1R | 2 / 10 |
| US Open | A  | F  | A  | 1R | A  | A  | QF | A  | 2R | A | A  | A | A | A | A | A | A | A | A  | 0 / 4  |
| Llegenda: G: Guanyadora; F: Finalista; SF: Semifinalista; QF: Quarts de final; Q: Qualificació; A: Absent; RR: Round Robin; |    |    |    |    |    |    |    |    |    |   |    |   |   |   |   |   |   |   |    |        |